# Ludolf (Corvey)
Ludolf (* um 915; † 13. August 983 in Corvey) war von 965 bis 983 Abt von Corvey und ist ein Heiliger der katholischen Kirche. Sein Gedenktag ist der 13. August.
Ludolf war mit dem Haus der sächsischen Herzöge verwandt und war der Sohn des Vogtes von Corvey mit Namen Hoger. Ludolf galt als ein tatkräftiger Mann, der mit Kraft und Strenge die Klosterdisziplin aufrechterhielt. Er hat Kirchen in seinem Gebiet gewissenhaft visitiert. In seiner Zeit hatte die Klosterschule einen guten Ruf. In seiner Zeit lebte noch Widukind von Corvey und andere bedeutende Gelehrte im Kloster. Er machte eine Pilgerreise nach Köln und Rom. Die Kirche in Godelheim hat er erweitern lassen und stiftete ihr einen Altar. Das Kloster ließ er mit einer starken Mauer umgeben. Otto I. schenkte dem Kloster Besitzungen. Otto II. bestätigte Corvey alle bisherigen Rechte. Diese wurden von Benedikt VII. bestätigt, der zugleich die unmittelbare Unterstellung Corveys unter den päpstlichen Stuhl anerkannte. Damit hatte das Kloster endgültig die Immunität und Unabhängigkeit vom Bistum Paderborn gesichert. Dessen Bischof Volkmar, selbst früher Mönch in Corvey, hat dem keinen Widerstand entgegengesetzt. Mit dem Kaiser hat er 980 zum Nutzen des Klosters eine Reihe von Besitzungen getauscht. Den durch Vernachlässigung verlorenen Zehnten in einem Gau im Bistum Bremen erhielt er durch Otto II. zurück.
Nach seinem Tod wurde Ludolf als Heiliger verehrt. Abt Markward von Corvey ließ 1001 seine sterblichen Überreste in einem Grabmal vor dem Altar des heiligen Kreuzes in der Klosterkirche beisetzen.